# چرخند نوما
چرخند نوما (به انگلیسی: Cyclone Numa) یک توفندی مدیترانه‌ای بود که ویژگی‌های یک توفند نیمه گرمسیری را داشت و در نوامبر سال ۲۰۱۷ میلادی شکل گرفت. نوما در غرب جزایر بریتانیا و از بقایای فرا گرمسیری طوفان استوایی رینا، هفدهمین طوفان اقیانوس اطلس در ۲۰۱۷، نامگذاری شده است. نوما پس از رسیدن به یونان در ۱۸ نوامبر، به سرعت ضعیف شد و بعداً در ۲۰ نوامبر جذب یک طوفان فرا گرمسیری دیگر شد.

## تاثیرات
حدود یک هفته قبل از ورود نوما، بارندگی شدید و غیرمعمول ناشی از طوفان‌های دیگر، کشور یونان را تحت تأثیر قرار داده بود که منجر به سیل محلی شد. نیروهای آتش نشانی در روزهای قبل از ورود نوما بیش از ۶۰۰ تماس در رابطه با سیل دریافت کرده و بیش از ۲۰۰ آتش نشان را با ۵۵ وسیله نقلیه به روستاهای سراسر کشور برای امدادرسانی اعزام کردند.
نوما مرتبط بود با بارندگی فوق‌العاده شدید در سراسر شبه جزیره بالکان که بیش از یک هفته به طول انجامید و حداقل ۲۱ نفر کشته در یونان به جای گذاشت و آتن بدترین منطقه آسیب‌دیده بود.
سیل مرتبط با نوما مرگبارترین رویداد آب و هوایی است که یونان از سال ۱۹۷۷ تجربه کرده است.